# المحيدس (مذيخرة)

تعديل مصدري - تعديل

المحيدس هي محلة تابعة لقرية الهبن، التابعة لعزلة الافيوش بمديرية مذيخرة إحدى مديريات محافظة إب في الجمهورية اليمنية، يبلغ تعداد سكانها 157 حسب تعداد اليمن لعام 2004.